# Кугурлуйский Архангело-Михайловский монастырь
Кугурлуйский Архангело-Михайловский (Михаило-Архангельский) монастырь — упразднённый мужской старообрядческий монастырь, существовавший возле села Новая Некрасовка (ныне Одесская область Украины) в 1863—1949 годах.

## История
Монастырь был основан казаками-некрасовцами из Новой Некрасовки в 1863 году (по другой версии, в 1866 году), с разрешения румынских властей. Для постройки и обустройства обители новонекрасовцы выделили 10 десятин земли. 
По решению Берлинского конгресса Румыния была вынуждена 9 октября 1878 года вернуть Буджак, или Южную Бессарабию, Российской империи. Кугурлуйский Архангело-Михайловский монастырь оказался на территории России.
Первоначально монастырская церковь была накрыта камышом, но в 1890—1891 годах её перекрыли железом и соорудили над ней деревянный купол. В 1890 году в Измаильском уезде представители Синодальной церкви начали среди старообрядцев активную миссионерскую деятельность, которую возглавили священники Иларион Софронич и Феодосий Воловей. Кугурлуйский монастырь тоже занимался миссионерством. В 1901 году старообрядческий епископ Измаильский Анастасий (Лебедев) назначил священноинока Вениамина (Резанова) «странствующим миссионером». В то же время кугурлуйские священноиноки Авраамий (Осипов) в 1900 году и Анатолий (Кириллов) в 1902 году присоединились к Синодальной церкви.
В 1911 году настоятелем монастыря был священноинок Евгений, родом из Черниговской губернии, бывший на то время единственным священноиноком в обители. В 1912 году в монастыре было два храма: зимний во имя Архангела Михаила и летний в честь Знамения Пресвятой Богородицы; во владении было 15 десятин земли. В 1930-х годах при монастыре проживал епископ Измаильский Феоген, после смерти которого монастырь стал приходить в упадок. Во второй половине 1930-х годов в монастыре проживали 15 насельников, была пасека, маслобойня, виноградник, фруктовые сады, огород с системой орошения.
Летом 1940 года Бессарабия вошла в состав CССР. В том же году советские власти отобрали монастырскую землю и инвентарь, но при возвращении румын в 1941-м монахи вернули свою собственность. В 1945 году в монастыре проживали 7 человек, из которых монахами были только трое. Настоятелем был священник Онуфрий Рябов, кроме него, проживал священник Кондрат Белов, оба не были монахами. Действующей к тому времени оставалась только церковь Архангела Михаила. В том же году всю монастырскую землю отобрали и передали колхозу, но по жалобе Онуфрия Рябова она была возвращена. В 1946 году остались 5 человек, из которых двое монахов. 5 июня 1946 года было предложено объединить Кугурлуйский монастырь с Вилковским Петропавловским, но слияние не состоялось из-за желания властей отобрать себе монастырские хозяйства. В 1947 году монастырь уже фактически не действовал, а священник Онуфрий перешёл служить в сельскую Введенскую церковь. 10 декабря 1949 года власти официально ликвидировали монастырь. Монастырские здания передали колхозу имени Молотова.
В 2009 году на месте, где ранее находился монастырь, установлен поклонный крест. От монастырского комплекса остались только складские постройки.